# Leucoraja wallacei
Leucoraja wallacei és una espècie de peix de la família dels raids i de l'ordre dels raïformes.

## Morfologia
- Els mascles poden assolir 100 cm de longitud total.[5][6]

## Reproducció
És ovípar i les femelles ponen càpsules d'ous, les quals presenten com unes banyes a la closca.

## Alimentació
Menja peixos i invertebrats bentònics.

## Hàbitat
És un peix d'aigües profundes que viu entre 70–450 m de fondària.

## Distribució geogràfica
Es troba des de Lüderitz (Namíbia) fins al sud de Moçambic, incloent-hi Sud-àfrica.

## Observacions
És inofensiu per als humans.